# Dondas
Dondas é uma comuna francesa na região administrativa da Nova Aquitânia, no departamento Lot-et-Garonne. Estende-se por uma área de 14,12 km². Em 2010 a comuna tinha 215 habitantes (densidade: 15,2 hab./km²).